# Bolvașnița
Bolvașnița is een Roemeense gemeente in het district Caraș-Severin.
Bolvașnița telt 1490 inwoners.